# Fauna d'Escòcia

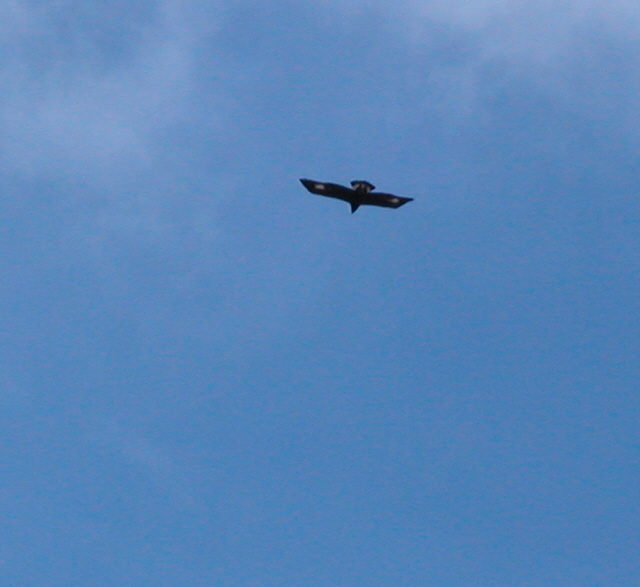
Àguila daurada (Aquila chrysaetos)

La fauna d'Escòcia és, a grans trets, la típica del nord-oest de la zona europea de la Zona paleàrtica. Gran part dels mamífers més grans del país van ser caçats fins a la seva extinció en certs períodes històrics i l'activitat humana també hi ha introduït algunes espècies. Els diferents ecosistemes temperats d'Escòcia alberguen seixanta-dues espècies de mamífers silvestres, incloent-hi una població de gats salvatges, un gran nombre de foques grises i foques comunes i la colònia més septentrional del món de dofins mulars.
Algunes poblacions d'aus dels erms, incloent-hi el gall de cua forcada i el lagòpode escocès, viuen a Escòcia, i el país té zones d'implantació molt extenses aptes per a les aus aquàtiques, com el mascarell comú. L'àguila reial ha esdevingut una icona nacional; l'àguila marina i l'àguila pescadora han tornat a colonitzar aquest territori recentment. El trencapinyes escocès és l'única espècie vertebrada endèmica de les Illes Britàniques.
Els mars d'Escòcia es troben entre els més productius del món des del punt de vista biològic: s'estima que el nombre total d'espècies marines escoceses supera les quaranta mil. Hi ha un lloc conegut com a Darwin Mounds, que alberga esculls de corall d'aigües gelades profundes, descobert el 1988. Als rius d'Escòcia viuen prop de quatre-centes poblacions de salmó de l'Atlàntic diferents genèticament. De les quaranta-dues espècies de peixos que viuen en les aigües fredes del país, la meitat hi ha arribat per colonització natural i l'altra meitat ha estat introduïda per l'ésser humà.
Només sis amfibis i quatre rèptils terrestres són nadius d'Escòcia; moltes espècies d'invertebrats, poc comuns a Gran Bretanya, però, hi viuen. Hi ha aproximadament catorze mil espècies d'insectes, incloent-hi algunes abelles i papallones poc comunes, protegides per les lleis de conservació del medi ambient. Les agències encarregades de la conservació animal a Gran Bretanya estan preocupades pel canvi climàtic, especialment per les seves conseqüències potencials als altiplans muntanyencs i en la vida aquàtica, que amenacen gran part de la fauna d'Escòcia.

## Hàbitats

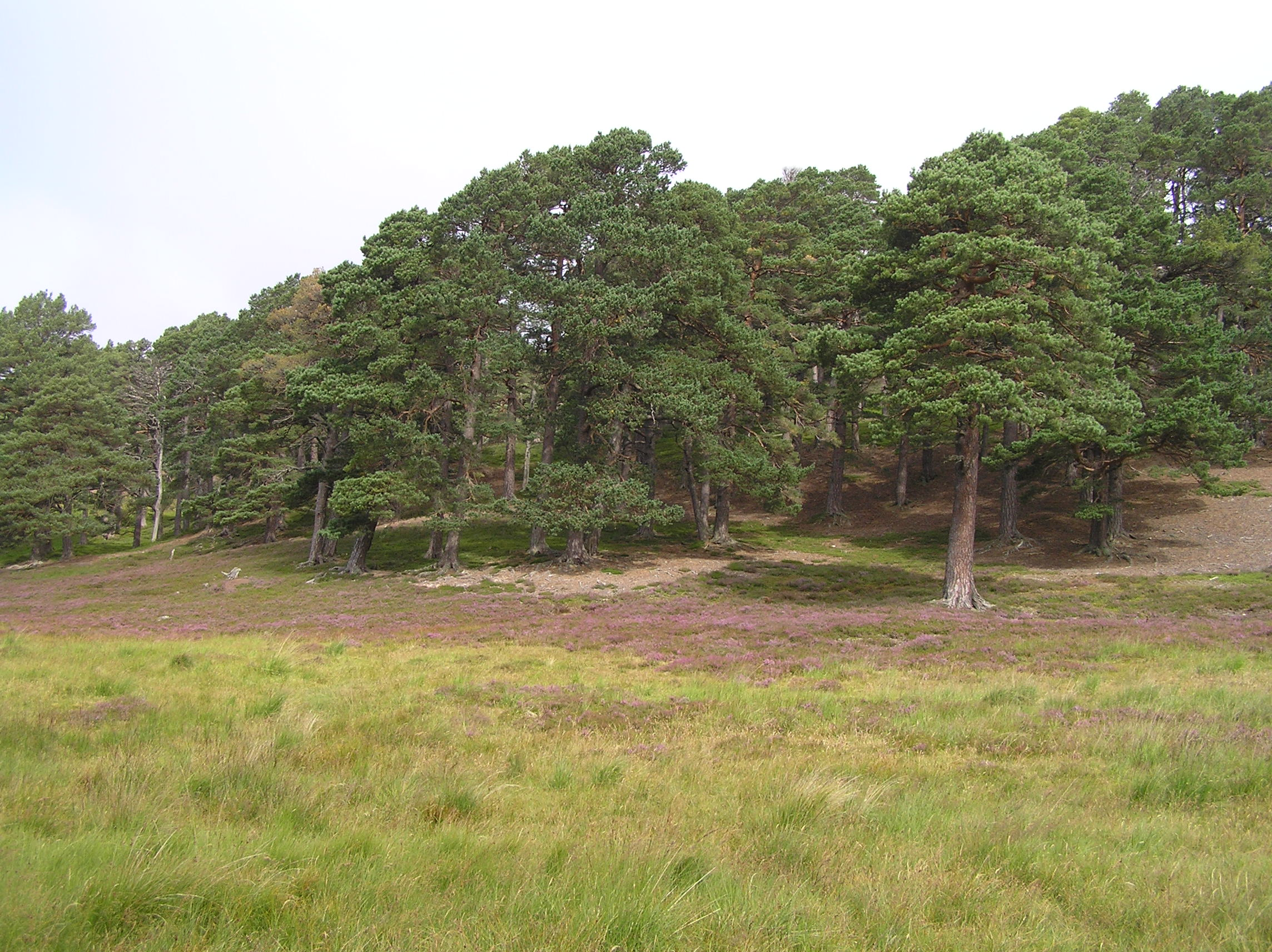
Bosc de pins silvestres, a Deeside

Escòcia té una gran varietat d'ambients de clima temperat, incloent-hi boscos d'arbres caducifolis i coníferes, i també erms, estatges montans, estuaris, aigua dolça, oceans i tundres. Aproximadament el catorze per cent de la superfície d'Escòcia està coberta per boscos, sobretot en les plantacions forestals. Abans, però, que l'ésser humà comencés a ocupar les terres hi havia moltíssims més boscos caledonians i d'arbres amb fulles amples. Encara que de caràcter molt reduït, poden trobar-se romanents del bosc nadiu de pins silvestres. El disset per cent d'Escòcia està cobert per erms i torbes d'ericàcies. Les regions de Caithness i Sutherland contenen una de les àrees de pantans més intactes del món, en la qual viu una comunitat d'animals salvatges. El setanta-cinc per cent de la terra d'Escòcia està classificada com a apta per a l'agricultura (incloent-hi alguns erms), mentre que les àrees urbanes n'ocupen aproximadament el tres per cent. La costa té 11.803 quilòmetres d'extensió i el nombre d'illes amb vegetació terrestre és proper a vuit-cents, sis-centes de les quals són a la costa occidental. Escòcia té més del noranta per cent del volum i el setanta per cent de la superfície total de l'aigua dolça present al Regne Unit. Hi ha més de trenta mil llacs d'aigua dolça i sis mil rius.
Sota els auspicis de la Directiva d'Hàbitats de la Unió Europea, fins a desembre del 2007 un total de 239 llocs a Escòcia que cobreixen més de 8.750 km² han estat acceptats per la Comissió Europea d'Àrees Especials de Conservació (SAC). Els mars d'Escòcia es troben entre els més productius del món biològicament, i contenen més de quaranta mil espècies. Vint-i-quatre dels llocs acceptats per la SAC són marins, i altres nou són a la costa, amb elements marins o no marins. Aquests elements marins cobreixen una àrea d'aproximadament 350 km². Els Darwin Mounds, que ocupen aproximadament 100 km², han estat el primer lloc situat prop de la costa acceptat per la SAC.

## Mamífers
Escòcia es va cobrir de gel completament durant les glaciacions ocorregudes en el Plistocè. A mesura que la temperatura va anar augmentant, els mamífers començaren a estendre's pel paisatge. La superfície terrestre de Gran Bretanya va albergar només dos terços de les espècies que viatjaven cap a Escandinàvia, i les Illes Hèbrides, al voltant de la costa occidental d'Escòcia, van proveir-se de només la meitat d'aquestes espècies que arribaren a Gran Bretanya. Seixanta-dues espècies de mamífers salvatges viuen a Escòcia i als seus voltants, incloent-hi tretze espècies marines. Les poblacions d'un terç de les espècies de mamífers terrestres estan experimentant un descens en el nombre d'individus a causa de la contaminació ambiental, la fragmentació dels seus hàbitats, els canvis en les produccions agrícoles, el clima, i la competència amb les espècies introduïdes. No hi ha espècies úniques de mamífers a Escòcia, encara que el ratolí de camp de Saint Kilda és una subespècie endèmica del ratolí de camp i en duplica la grandària; i el talp de les Òrcades, que només viu a l'arxipèlag de les Òrcades, és una subespècie del talpó camperol. Tal vegada fou introduït pels primers ocupants de la regió fa uns quatre mil anys.

### Carnívors

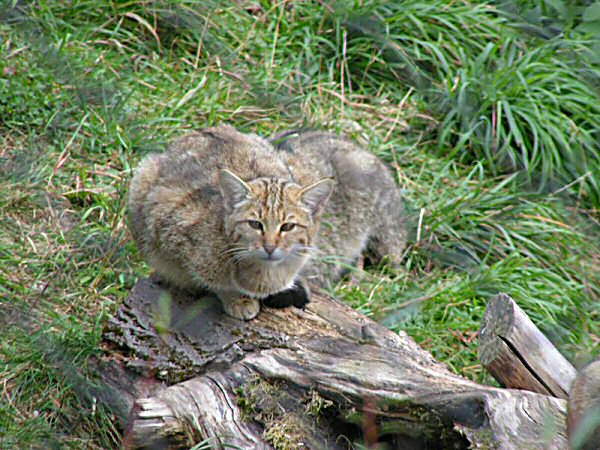
Gat salvatge (Felis silvestris)

Les espècies de mustèlids d'Escòcia són les mateixes que en la resta de Gran Bretanya, excepte que a la regió no habiten turons i a Escòcia és el baluard illenc de la marta europea, encara que la puresa d'aquesta última està amenaçada per un creixement en la població de marta americana del nord d'Anglaterra. Escòcia alberga les úniques poblacions de gat salvatge europeu de les Illes Britàniques, amb un total d'entre quatre-cents i dos mil animals, i la subespècie de guineu vermella Vulpes vulpes vulpes, més comuna que V. v. crucigera i que existeix en dues formes diferents. El gat salvatge està en perill d'extinció a causa de la poca protecció que se li presta. L'extermini de la població de visó americà, introduït a Gran Bretanya per extreure'n el pelatge en la dècada de 1950, es feu amb el patrocini del Projecte Visó Hebridean. Aquests s'han propagat cap a altres àrees on els visons són abundants, com ara al Parc Nacional Cairngorms, i tal vegada també al llarg de les illes.
A més de mamífers que ocasionalment migren al país, entre les foques només estan representades les Phocidae, o foques sense orelles. Dues espècies, la foca grisa i la comuna, estan presents al voltant de la costa escocesa en nombre molt elevat. El 2002 la població de foques grises d'Escòcia s'estimava en 120.600 animals adults, la qual cosa conforma al voltant del trenta-sis per cent de la població mundial i més del noranta per cent de la britànica. La població al país de la foca comuna és de 29.700 exemplars, aproximadament el noranta per cent dels espècimens de Gran Bretanya i el trenta-sis de tot Europa.

### Rosegadors, insectívors ilagomorfs
El setanta-cinc per cent dels esquirols vermells de Gran Bretanya viuen a Escòcia. Aquesta espècie s'enfronta a amenaces que inclouen la competència amb l'esquirol de les Carolines, una espècie introduïda, i l'"Estratègia Escocesa per a la Preservació de l'Esquirol Vermell" proveeix un pla per a fomentar-ne la conservació. Una recerca duta a terme el 2007 va demostrar el creixement de les poblacions de les martes, basant-se en un programa en què es caçaren de manera selectiva diversos esquirols de les Carolines. A Escòcia no hi ha poblacions de lirons grisos, de lirons castanys, o de ratolins de coll groc, i l'abast del ratolí de camp es limita a la part sud del país. Encara que el ratolí de camp de Saint Kilda i el ratolí de camp de les Illes Òrcades són endèmics d'Escòcia, la distribució de les poblacions no és major que la de la resta de Gran Bretanya. Hi ha colònies de rates negres a l'illa d'Inchcolm, a Fiord de Forth i a les Illes Shiant.
Les poblacions d'insectívors terrestres són en general similars a les de la resta de Gran Bretanya. L'associació recent de la Scottish Natural Heritage, el Scottish Executive i la RSPB per eliminar l'eriçó europeu de les Hèbrides, on la seva introducció ha causat baixes en poblacions internacionalment importants d'aus xanqueres com el territ variant, el corriol gros i la gamba roja vulgar, ha creat una controvèrsia considerable, i el sacrifici d'eriçons es va detenir el 2007. Els animals atrapats s'han retornat al seu hàbitat natural. El programa ha reduït el nombre d'individus; només dos van ser atrapats el 2007.
Els únics lagomorfs que habiten Escòcia són les llebres i els conills. La llebre de les neus és l'únic membre nadiu de la família de les llebres i és l'espècie dominant al llarg de la major part de les zones més elevades del país. La llebre comuna i el conill de bosc estan presents; aquest últim va ser portat a Gran Bretanya pels antics romans; no s'escamparen pel país, però, fins al segle xix.

### Artiodàctils

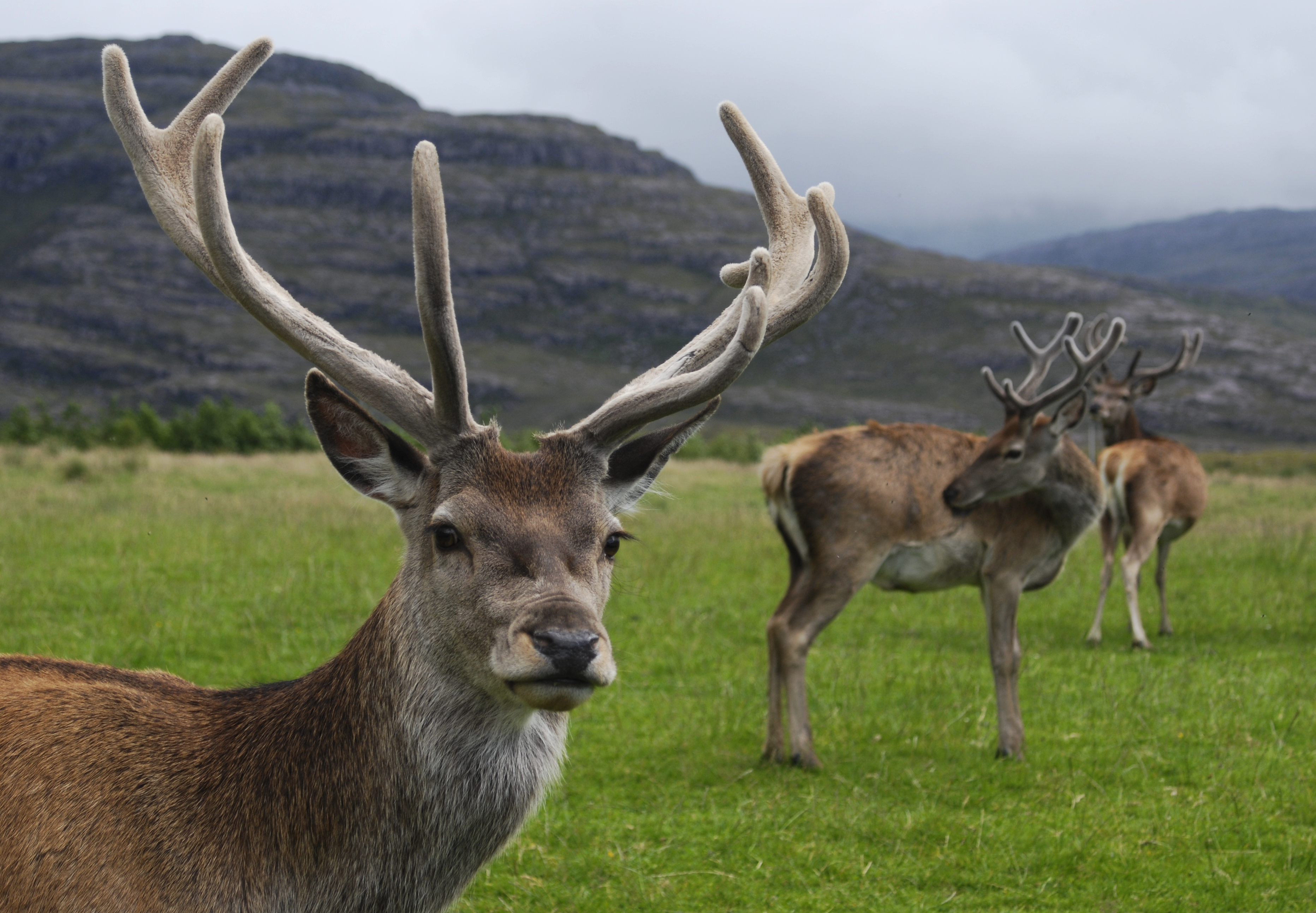
Cérvol vermell (Cervus elaphus)

La pintura d'Edwin Henry Landseer d'un cérvol, Monarch of the Glen, és una de les imatges més notables d'Escòcia durant l'era victoriana. L'espècie, membre de l'ordre biològic dels artiodàctils, està representada per quaranta mil exemplars, tot i que la seva existència està amenaçada pels encreuaments híbrids amb el Sika, un animal introduït. Sent una espècie habitant dels pujols (i molt més petita d'alçada que el seu parent europeu, que habita els boscos), sol ser reemplaçada pel cabirol a les terres més baixes. Encara que poden trobar-se en qualsevol lloc del Regne Unit, no hi ha poblacions salvatges de cérvol aquàtic xinès i molt pocs o cap de muntjac a Escòcia. Hi ha poblacions aïllades de cabres Capra aegagrus hircus i d'ovelles Ovis àries, a més d'un ramat de mil exemplars d'ovelles de Soay a Saint Kilda. Des del 1952, al Parc Nacional Cairngorms viu un ramat de rens semidomesticats, ja que l'espècie s'ha extingit a Escòcia per haver estat caçada indiscriminadament durant el segle xii.

### Altres mamífers
Només nou de les setze o disset espècies de ratpenats presents a Gran Bretanya habiten Escòcia. Les més difoses són la pipistrel·la, el ratpenat soprano, el ratpenat orellut septentrional, el ratpenat d'aigua i el ratpenat de Natterer. Els que tenen una distribució més restringida són el ratpenat de bigotis, els pertanyents al gènere Nyctalus, el nòctul petit i el Ratpenat fals. No hi ha al país ferradura grossa, ratpenat de ferradura petit, ratpenat de musell llarg ni ratpenat de Bechstein. No hi ha ratapinyades a les illes Shetland; només n'existeixen migrants o exemplars perduts.
S'han registrat vint-i-una espècies de cetacis en aigües escoceses durant els últims cent anys, incloent zífids de Cuvier, orques, catxalots, rorquals d'aleta blanca i dofins comuns, de musell blanc i gris. La colònia de Moray Firth d'uns cent dofins mulars és la més septentrional del món. L'espècie és depredadora de la marsopa comuna: un terç dels cadàvers de les marsopes examinats pels patòlegs entre 1992 i 2002 indica que la mort va ser causada per atacs de dofins. No obstant això, els ecologistes es queixaren davant el govern britànic per la decisió de permetre la producció de combustible i gas a Moray Firth, col·locant en una situació de risc aquestes poblacions de cetacis. Com a resposta, el govern realitzaria recerques a la zona durant el 2009 per esbrinar quins efectes en podria causar. El marsupial introduït, Macropus rufogriseus, es troba confinat en una colònia d'una illa a Lock Laomainn.

### Extincions i reintroduccions
Durant la glaciació del Plistocè, diversos animals de clima fred van ocupar Escòcia, incloent-hi el rinoceront llanut, el mamut, l'os polar, el lèmming, la guineu àrtica i el megaloceros giganteus. Antigament altres mamífers vivien a la regió; s'extingiren, però, durant diferents períodes històrics, com ara el linx europeu, que va viure a Gran Bretanya mil cinc-cents anys enrere, l'os bru europeu, específicament la subespècie Ursus arctos caledoniensis, la qual fou caçada i portada als circs de l'Antiga Roma: va desaparèixer entre el novè i el desè segle; i una espècie d'ant, que hi va romandre fins al 1300. El senglar i el bou salvatge s'extingiren en els dos segles subsegüents, tot i que un porc domesticat semblant al senglar va romandre fins al 1930 a Shetland. Van matar l'últim llop comú conegut a les terres de Mackintosh a Invernessshire el 1743, i la morsa només apareix ocasionalment al país. St. Kilda també albergava una subespècie endèmica del ratolí comú, Mus musculus muralis, el qual era més llarg, més pelut, de color diferent i amb una forma de cap distinta que el que existeix actualment. S'extingí al 1938, vuit anys després de l'evacuació dels habitants humans nadius de l'illa.
El Scottish Natural Heritage està duent a terme un projecte per aconseguir reintroduir el castor europeu a Escòcia, utilitzant-ne exemplars noruecs. L'espècie va habitar les Terres altes d'Escòcia fins al segle xv, i malgrat que el Scottish Executive inicialment en va rebutjar la idea, aquesta se sotmetria a votació el 2009 a Knapdale. També s'han considerat altres projectes. Per exemple, el propietari de la finca Alladale d'Inverness ha expressat el seu desig de reintroduir llops com a part d'un parc temàtic de safari.

## Aus
La història dels mamífers suggereix que van existir tres grans fases en la població del terreny: la colonització natural posterior a l'Edat glacial, les extincions provocades per l'ésser humà, i la introducció d'espècies estrangeres també per part de l'ésser humà. La mobilitat de les aus causa que sigui molt difícil realitzar generalitzacions en el seu cas. Els éssers humans actuals han provocat grans danys en diferents espècies d'aus, sobretot als rapinyaires; les variacions naturals en les poblacions, però, són complexes. Per exemple, els fulmars boreals eren a Skara Brae durant el Neolític, però en l'edat mitjana el seu hàbitat es va restringir a Saint Kilda. Des de llavors s'han propagat per totes les Illes Britàniques.

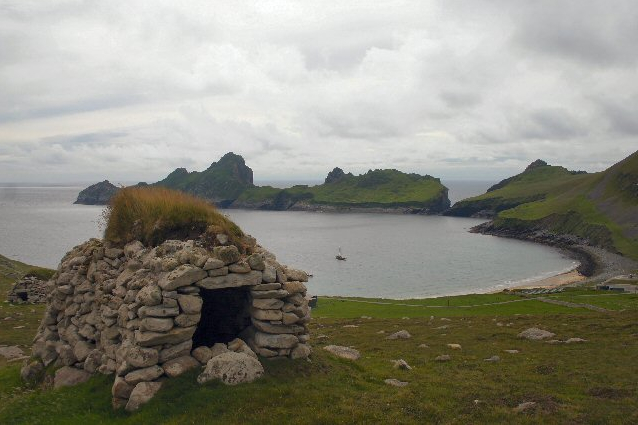
Village Bay, a Saint Kilda, Patrimoni Mundial de la Humanitat, i refugi d'aus marines

Més de dues-centes cinquanta espècies d'aus registrades a Gran Bretanya van emigrar cap a Escòcia, i altres tres-centes tenen diferents graus de raresa. Un total de 247 espècies han estat avaluades i cadascuna s'ha situat en una de tres llistes, vermella, ambre o verda, indicant el nivell de preocupació sobre el seu futur. Quaranta espècies són en la llista vermella, 121 en la llista ambre i 86 en la verda.
El trencapinyes escocès, Loxia scotica, que habita els boscos de coníferes de les Terres altes d'Escòcia, és l'únic ocell endèmic de Gran Bretanya i, amb només tres-cents individus compatibles genèticament, és una de les espècies més amenaçades d'Europa. Per la seva forma, la seva tonalitat vermellosa o verda i el seu hàbit de posar-se penjant de cap per avall, se'ls ha comparat amb els lloros. Saint Kilda alberga una subespècie única de cargolet, el cargolet de Saint Kilda, Troglodytes troglodytes hirtensis, el qual s'ha adaptat a posar-se a les roques i els penya-segats de la seva illa de l'Atlàntic desproveïda de vegetació, i consegüentment ha desenvolupat potes més grosses i més fortes que la variant terrestre. També és una mica major de grandària; té el bec més llarg, una coloració més variada i un cant "peculiarment dolç i suau". La subespècie va ser reconeguda el 1884 i protegida per una acta parlamentària especial del 1904 per evitar-ne la destrucció "en mans d'ornitòlegs, taxidermistes i turistes".

### Aus de presa
Gairebé totes de les sis-centes espècies d'àguiles reials de Gran Bretanya habiten a Escòcia com a part de la família dels falcons pelegrins. El falcó mostatxut, l'arpella comuna i l'arpella cendrosa, malgrat que es troben a Anglaterra i Gal·les, no solen aparèixer per Escòcia.
El 1916 un vicari anglès va robar els darrers ous dipositats per un àguila marina nadiua de Skye, i un caçador li va disparar a l'últim exemplar adult de Shetland dos anys més tard. No obstant això, l'espècie va ser reintroduïda a l'illa de Rùm el 1975. L'au s'estengué amb èxit a algunes illes veïnes, i se'n van establir trenta parelles el 2006. Malgrat els temors expressats pels grangers locals, la Royal Society for the Protection of Birds va planejar situar cent àguiles joves a la costa est del Fiord de Forth i als estuaris de Tay. El milà reial va ser exterminat a Escòcia el 1879, i la RSPB va llançar-ne un programa de reintroducció en la dècada de 1980. Tot i que l'espècie ha realitzat avanços significatius, s'estima que el trenta-vuit per cent de les 395 aus alliberades entre 1999 i 2003 foren enverinades i els individus de l'altre nou per cent foren caçats pels éssers humans. La RSPB va declarar: "les persones relacionades amb aquestes activitats haurien de ser condemnades perquè comencin a prendre's de debò aquests afers".
Després d'una absència de gairebé quaranta anys, les àguiles pescadores tornaren reeixidament a Escòcia a principis de la dècada del 1950. El 1899 havien habitat un castell proper a Aviemore i després al llac Arkaig fins al 1908. El 1952 se'ls va atorgar un nou lloc al llac Garten. Actualment n'hi ha 150 parelles aptes per a la reproducció.
Altres espècies de rapinyaires que es troben al Regne Unit com el xoriguer comú, l'aguiló pàl·lid, l'astor, l'esparver, el gamarús eurasiàtic, i l'òliba, estan àmpliament distribuïdes per Escòcia, tot i que el Mussol comú viu exclusivament al sud. Els aligots comuns han desenvolupat una notable fortalesa, i s'han recuperat de la caça humana i de la mixomatosi epidèmica de la dècada del 1950, que en reduí la quantitat d'aliment. El seu nombre es va triplicar entre 1978 i 1998. En l'altre extrem de l'escala de població, un únic parell de mussols nivals habità Fetlar des del 1967 fins al 1975.
El 2009 es feu públic que el govern escocès havia decidit dur a terme un controvertit pla per ressituar els esparvers trobats prop de les golfes per a colomes missatgeres de Glasgow, Edimburg, Kilmarnock, Stirling i Dumfries, per un cost de £25.000.

### Aus marines

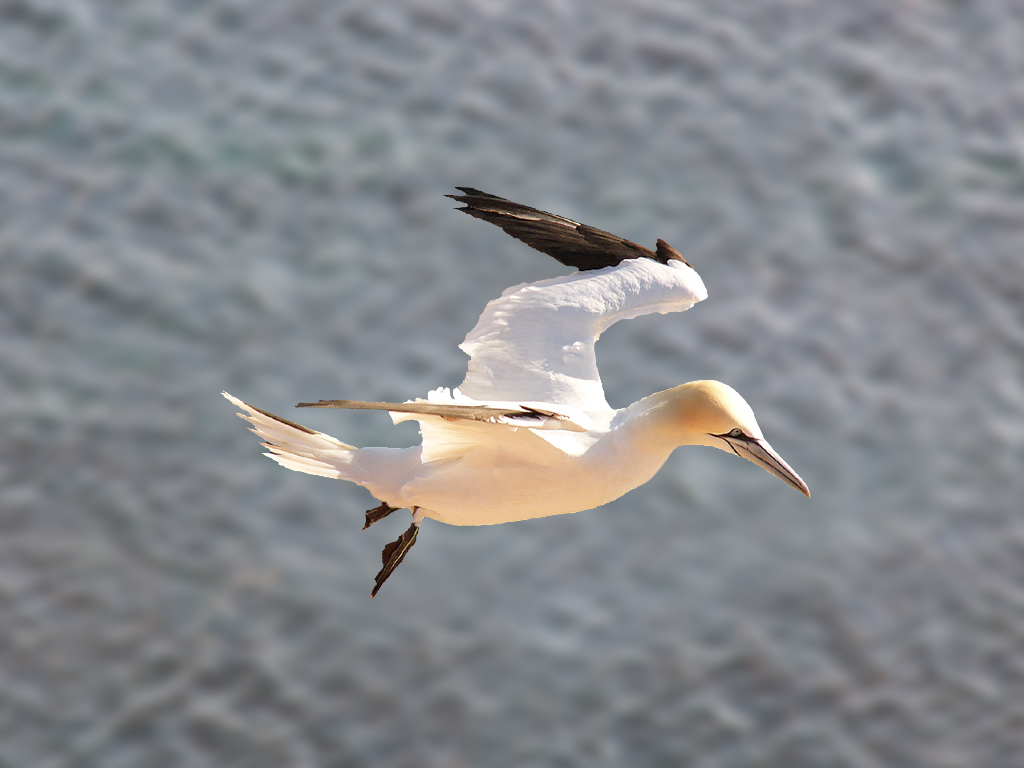
Mascarell comú

Els mars d'Escòcia alberguen gairebé la meitat de les aus marines de la Unió Europea, incloent-hi aproximadament la meitat de la població mundial del mascarell comú i un terç de la de la baldriga pufí. Quatre espècies d'aus aquàtiques tenen més del noranta-cinc per cent de la suma de la seva població britànica i irlandesa a Escòcia, mentre que altres catorze espècies tenen més de la meitat de la seva població fèrtil en colònies escoceses. Saint Kilda, un lloc declarat Patrimoni Mundial de la Humanitat, és un refugi per a aus marines de gran importància. Alberga seixanta mil exemplars de mascarell, el vint-i-quatre per cent de la població mundial; quaranta-nou mil parelles aptes per a la reproducció del petrell cuaforcat, més del noranta per cent de la població europea, 136.000 parells de fraret atlàntic i 67.000 de fulmar, aproximadament el trenta i el tretze per cent dels totals respectius a Gran Bretanya. L'illa de Mingulay també té una gran població d'aus aquàtiques i conforma un hàbitat ideal per al gavot, amb 9.514 parelles, més del sis per cent de la població europea.
El seixanta per cent de tots els paràsits nien a Escòcia, principalment a les Òrcades i les Shetland, malgrat que no hi arribaren fins al segle xviii. Escòcia és la llar de gairebé el noranta per cent dels xatracs àrtics britànics, la majoria dels quals utilitzen les colònies de les Illes Òrcades i les Shetland. Un percentatge similar del somorgollaire alablanc de les Illes Britàniques habita les illes escoceses, incloent Unst, Mingulay i Iona. Escòcia també conté mil parelles de paràsits i vint-i-un mil de corbs marins emplomallats, un quaranta per cent de la població mundial de l'espècie.
Més de 130.000 aus habiten a la reserva natural de Fowlsheugh d'Aberdeenshire en el punt màxim de la temporada reproductiva, convertint-la en una de les majors colònies per a aus aquàtiques de Gran Bretanya. El 2005 unes 18.000 parelles de gavineta hi tornaven cada any, i també hi ha quantitats significatives de frarets, fulmars boreals, gavians argentats de potes roses i gavinots. Bass Rock a Fiord de Forth alberga més de quaranta mil parelles de mascarells, la major colònia del món. El nom científic de l'au, Mascarell atlàntic, deriva de la roca.

### Aus de caça, xanqueres i de corral
L'únic lloc de Gran Bretanya en què habiten el gall fer comú i la perdiu blanca és Escòcia. El primer es va extingir a la regió el 1785; fou reintroduït, però, amb èxit portant-ne exemplars de Suècia el 1837. Hi ha poblacions significatives d'altres gal·liformes, incloent-hi el gall de cua forcada i el famós lagòpode escocès. La guatlla comuna, la perdiu xerra i el faisà hi són ben distribuïts, malgrat que la perdiu de potes vermelles no tant. Existeix una petita colònia de faisans daurats, introduïda per l'ésser humà, al sud-oest.

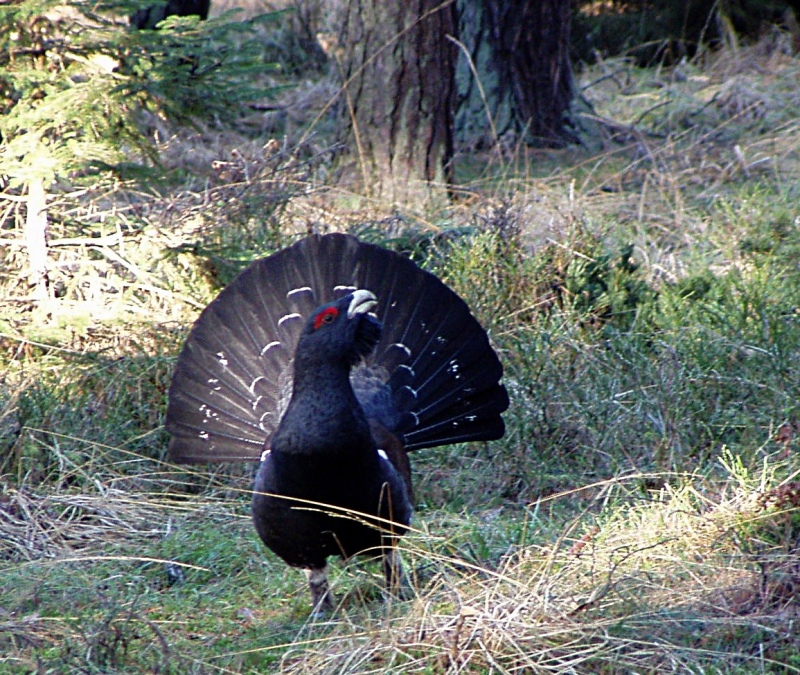
gall fer comú

Entre les aus xanqueres, les recurvirostres, els burínids, el corriolet i el corriol camanegre són absents; més de cent parells d'aus migratòries, però, passen els estius a Escòcia, igual que el polit cantaire, la gamba verda i el escuraflascons becfí (tot i que les últimes dues espècies també viuen a Irlanda). A l'estiu els llacs poc profunds de les terres de Uists i Benbecula proveeixen una notable varietat d'aus xanqueres i d'ànecs, incloent-hi l'ànec cullerot comú, somateria, el cabussó orellut i l'ànec negre, el qual es troba en perill. Els porrons han colonitzat una àrea cèntrica al voltant del Parc Nacional Cairngorms des de la dècada del 1970 i aproximadament cent parelles es crien allí. La majoria dels gairebé vuit mil cignes cantaires de les Illes Britàniques passen l'hivern a Escòcia i Irlanda.
Gairebé totes les quaranta mil oques de galta blanca, que habiten a Groenlàndia, emigren a Islay per passar l'hivern, i hi romane només uns dies abans de dispersar-se cap a l'àrea circumdant. Un nombre similar utilitza Montrose Basin com una llar temporal a l'octubre i el vint per cent de la població mundial de 225.000 aus passen l'hivern en llacs escocesos. La calàbria agulla i la calàbria petita, que es troben en la llista ambre, habiten al nord i l'oest d'Escòcia.

### Altres aus no passeriformes
S'han dut a terme esforços considerables per conservar la guatlla maresa, i els membres d'aquesta espècie en perill d'extinció han crescut, amb 670 parelles. Jynx també està en risc, ja que només n'hi ha de dos a deu parelles aptes per a la reproducció en tot Escòcia. Dels colúmbids la tórtora europea es troba absent; a les Illes Britàniques, però, el colom està confinat a les costes nord i oest d'Escòcia i Irlanda.

### Passeriformes

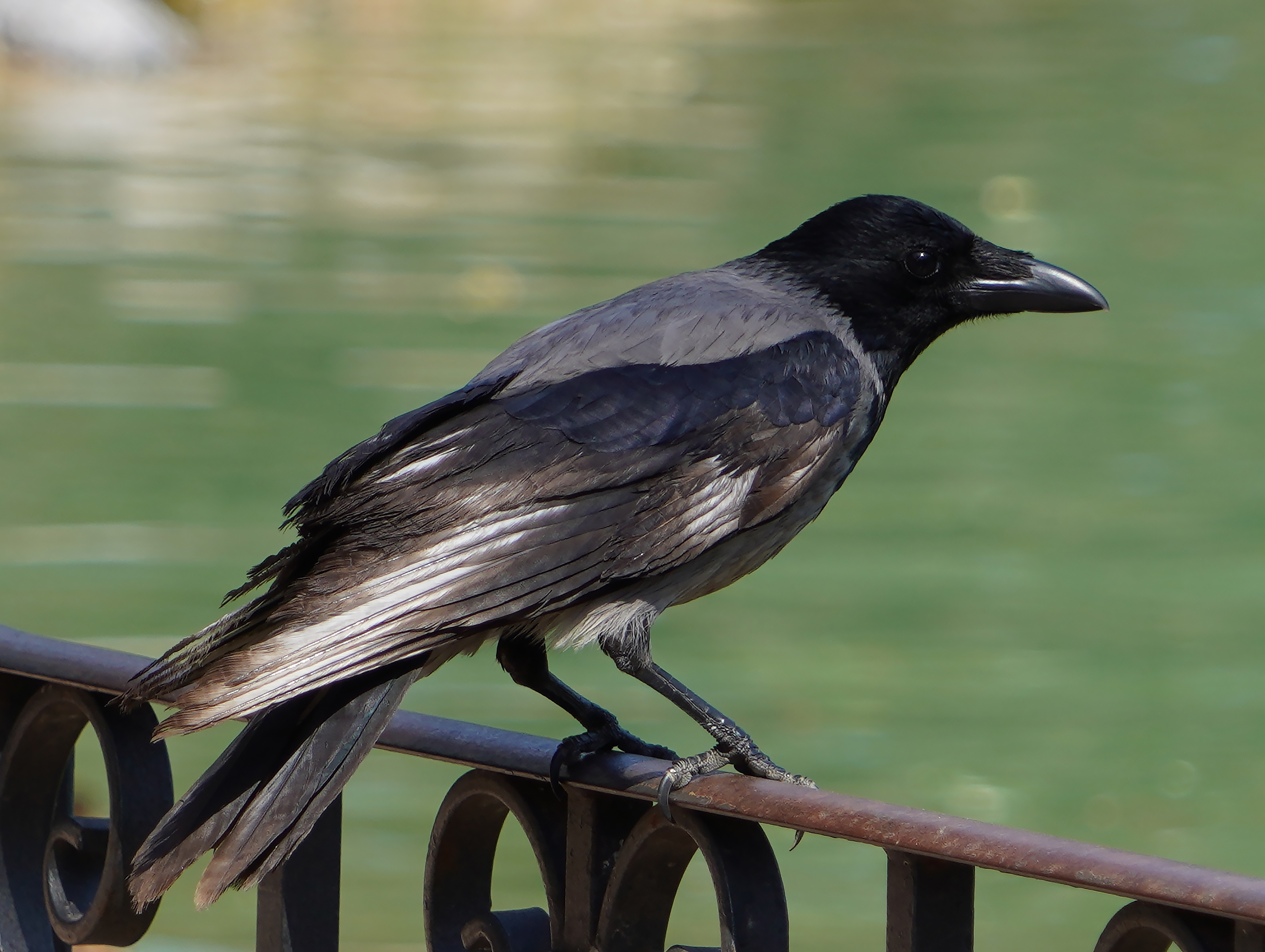
Cornella emmantellada

Els corbs són típics habitants dels boscos en la major part d'Europa, però a Escòcia se'ls associa, en general, amb els paisatges muntanyencs i les costes oceàniques. El 2002, la cornella emmantellada es reconegué com una espècie separada de la cornella. Escòcia i Irlanda del Nord alberguen tots els 190.000 individus de la primera dins el Regne Unit. Sembla que el nombre de corbs s'està incrementant; la població de cornelles emmantellades, però, ha caigut en un cinquanta-nou per cent mentre que el nombre de cornelles roman estàtic. Concentrades a les illes d'Islay i Colonsay, 340 parelles de Pyrrhocorax nien a Escòcia.
A més de loxies, hi ha una població fragmentada de mallerengues emplomallades de 2.400 parelles aptes per a la reproducció dins el bosc caledonià i en algunes plantacions grans com el bosc Culbin de Moray. El nombre de merles de pit blanc ha baixat a aproximadament set mil parelles, probablement a causa de les molèsties que causa el nombre creixent de visitants humans al seu hàbitat. Hi ha menys de cent parells de sits blancs, malgrat que a l'hivern arriben exemplars emigrants d'Europa continental. Es creu que un niu situat prop de Dumfries l'utilitzen les merles aquàtiques des del 1881. Escòcia alberga el noranta-cinc per cent de la població britànica de passerells becgrocs, gairebé seixanta-quatre mil parelles. No obstant això, una recerca recent de la RSPB trobà un declivi sobtat i dramàtic en el nombre d'aus durant l'hivern, que va passar de sis mil el 1998 a només tres-cents el 2006 als comtats de Caithness i Sutherland.

### Peculiaritats
La posició d'Escòcia, a l'oest d'Europa, provoca que una varietat d'aus que normalment no es troben al país el visitin de tant en tant. Això inclou les visites accidentals de certes aus que s'han perdut dels seus hàbitats naturals. Fair Isle és un lloc de renom internacional per a l'observació d'aus migrants. Les rareses que poden trobar-s'hi inclouen aus passeriformes com la boscarla de bec gros, el pardal gorjablanc, la bosquerola coronada i el papamosques de collar. Més de 345 espècies d'ocells s'han registrat en aquesta illa, la qual només té una superfície de 7,68 km².
En altres llocs del país, altres peculiaritats reportades el 2006 inclouen una calàbria de bec blanc a Gairloch, un albatros cellanegre a les Hèbrides Exteriors, una gavina capnegra americana a Shetland i un territ rogenc a Lossiemouth. Anteriorment, s'havien reportat un bitó americà el 1888 i un agró roig en el mateix any, un xarxet del Baikal el 1958, i una cigonya negra el 1977. També se suposa que les aus poden haver escapat de la vida en captivitat, com un falcó llaner el 1976, un flamenc xilè el 1976 i 1979, un cigne de coll negre el 1988, i un esparver de cua roja el 1989. Aquests registres són sols una petita proporció de dos comtats del nord-est i només donen una noció de la magnitud de la complexitat i diversitat de la vida de les aus a Escòcia.

### Extincions
La grua comuna i el bitó comú van ser exterminats pels caçadors i per l'assecament dels pantans durant el segle xviii. L'últim gran gavot albirat a Gran Bretanya el mataren a Stac an Armin, una elevació rocosa de l'arxipèlag de Saint Kilda, al juliol del 1840.